# Australoechus servillei
Australoechus servillei är en tvåvingeart som först beskrevs av Macquart 1840.  Australoechus servillei ingår i släktet Australoechus och familjen svävflugor. Inga underarter finns listade i Catalogue of Life.